# Duran (Glas)

Marke „Duran“ (geschützt seit 1943)

Duran (eigene Schreibweise DURAN) ist ein Markenname für ein Borosilikatglas der deutschen Firma DWK Life Sciences und repräsentiert den international festgelegten Typ des Borosilikatglases 3.3 nach DIN ISO 3585. Wegen seiner hohen Hitze- und Temperaturwechsel-Beständigkeit sowie hohen mechanischen Festigkeit und dem niedrigen thermischen Längenausdehnungskoeffizienten wird Duran, ähnlich wie Pyrex von Corning, nicht nur für Laborgeräte wie Bauelemente chemischer Apparaturen, Bechergläser und Erlenmeyerkolben sowie für Haushaltswaren, sondern auch in Kathodenstrahlröhren, Senderöhren oder Teleskopspiegeln verwendet.

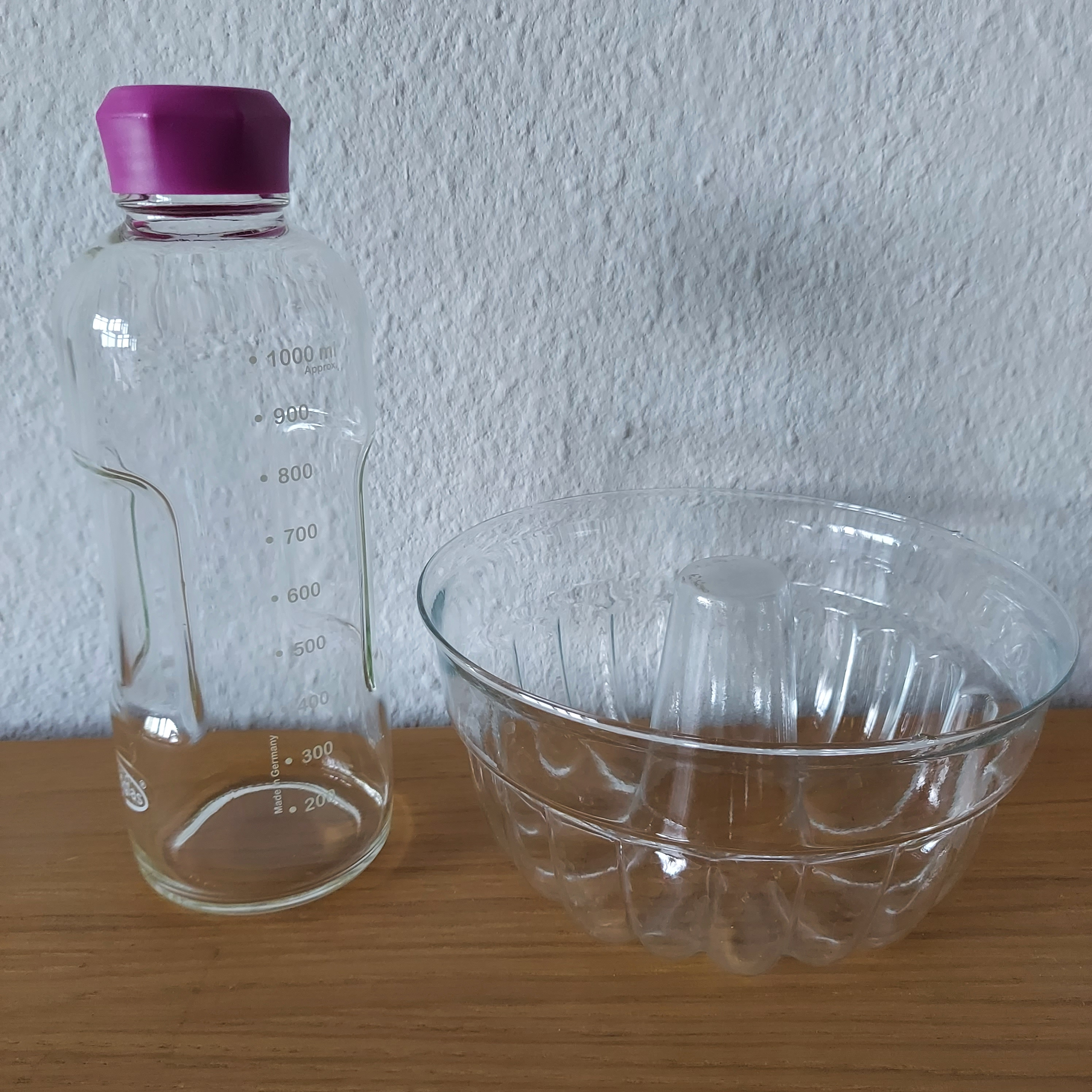
Kochfeste Haushaltswaren aus Duran-Glas

Otto Schott hatte 1887 das Borosilikatglas 3.3 entwickelt. 1938 wurde die Marke Duran durch die heutige Schott AG beim Reichspatentamt angemeldet und 1943 eingetragen. 2005 hat Schott die Marke sowie das Labor- und Industrieglasgeschäft im Rahmen eines Carve-outs an Adcuram veräußert.